# Tant qu'on a la santé
Tant qu'on a la santé (en francès Mentre hi hagi salut) una pel·lícula de comèdia francesa de 1966 dirigida i protagonitzada per Pierre Etaix.

## Sinopsi
Consta de quatre històries separades: un home llegeix sobre vampirs tota la nit, la gent abandona els seus llocs de treball i intenta trobar seient en un cinema, la gent pateix estrès i consulta un psiquiatre que està més estressat de tots, i un grup de la gent visita un petit bosc per diferents motius.

## Repartiment
- Pierre Etaix - Pierre
- Denise Péronne
- Sabine Sun
- Claude Massot
- Véra Valmont
- Émile Coryn
- Roger Trapp
- Alain Janey

## Estrena
La pel·lícula va ser estrenada a França el 25 de febrer de 1966. va participar al Festival Internacional de Cinema de Sant Sebastià 1966, on va guanyar la Conquilla de plata. El 2013 fou editat en home media per The Criterion Collection amb quatre altres pel·lícules d'Étaix.